# Liste der Herrscher mit dem Beinamen „Einäugige“
Liste der Herrscher mit dem Beinamen „Einäugige“
- Antigonos I. Monophthalmos (um 382 v. Chr. – 301 v. Chr.), Feldherr und Diadoche
- Bohemund IV. (Antiochia) († 1233), Fürst von Antiochia
- Ekbert vom Ambergau (um 932–994), Graf im Amber- und Derlingau, Vogt des Bistums Münster und Herr der Alaburg
- Fortún Garcés († nach 905), König von Pamplona
- Friedrich II. (Schwaben) (1090–1147), Herzog von Schwaben
- Hugo II. von Werdenberg-Heiligenberg († 1305 oder 1309), Graf
- Johann II. (Holstein-Kiel) (1253–1321), Graf von Holstein-Kiel
- Otto II. (Braunschweig-Göttingen) (1380–1463), Fürst im Fürstentum Göttingen
- Rainald I. (Bar) († 1149), Graf von Bar, Verdun und Mousson sowie Vogt von Saint-Pierremont
- Rudolf I. (Vermandois) (1085–1152), Graf von Valois, Amiens und Vermandois
- Wilhelm I. (Meißen) (1343–1407), Markgraf von Meißen